# Fast and Food
Fast and Food è una serie televisiva statunitense trasmessa da Discovery America e in Italia da DMAX, presentata da Tyler Florence.
In questo programma 7 squadre composte da 3 chef ciascuna hanno a disposizione due giorni di tempo per vendere le loro specialità a bordo dei propri furgoni. Ogni puntata si svolge in una diversa città statunitense e alla fine di ogni episodio la squadra che ha guadagnato di più vince un premio, mentre quella che ha raccolto l'incasso minore viene eliminata. La squadra che riuscirà a vincere la finale guadagnerà $50.000

## 1ª stagione
| puntata | città         | squadra vincitrice | squadra eliminata  | sorpresa |
| 1       | San Diego, CA | Nom Nom            | Nana Queens        | la sfida si svolge a san Diego e non a Los Angeles |
| 2       | Santa Fe      | Nom Nom            | Ragin' Kajun       | Chi cucinerà il miglior piatto a base di chili avrà l'immunità (Spencer on the go) |
| 3       | Fort Worth    | Nom Nom            | Crepes Bonaparte   | Chi cucinerà il miglior piatto partendo da un quarto di manzo intero avrà 1000$ in più (Grill 'em all)                                                                                         |
| 4       | New Orleans   | Nom Nom            | Austin daily press | Chi cucinerà il miglior piatto a base di pesce gatto avrà 500 dollari in più (Spencer on the go). Le altre squadre dovranno sfilettare tre quintali di pesce gatto prima di tornare a vendere. |
| 5       | Jonesborough  | Nom Nom            | Spencer on the go  | Chi cucinerà il miglior menù West avrà un posto riservato dinnanzi ad un autoraduno com migliaia di clienti affamati (Grill'em all)                                                            |
| 6       | New York      | Grill'em all       | Nom Nom            | Ogni squadra cucinerà il piatto tipico degli avversari. Chi cucinerà il miglior piatto avrà 500 $ in più (Nom Nom).                                                                            |